# Serhij Rybalka
Serhij Oleksandrovyč Rybalka (in ucraino Сергій Олександрович Рибалка?, in russo Сергей Александрович Рыбалка?, Sergej Aleksandrovič Rybalka; Jamné, 1º aprile 1990) è un calciatore ucraino, centrocampista dell'LNZ Čerkasy.

## Carriera

### Nazionale
Viene convocato per gli Europei 2016 in Francia.

## Palmarès

### Club

#### Competizioni nazionali
- Campionato ucraino: 2

Dinamo Kiev: 2014-2015, 2015-2016
- Coppa d'Ucraina: 1

Dinamo Kiev: 2014-15
- Supercoppa d'Ucraina: 2

Dinamo Kiev: 2011, 2016

### Nazionale
- Campionato d'Europa Under-19: 1

2009